# Charmeuse
Charmeuse är ett lättviktig, satinvävt tyg av siden eller syntet som till exempel polyester. Framsidan är halvblank och baksidan är matt. Det är ett tyg som ofta används till draperingar och fungerar bra att användas på skrådden. Det är ett svårt tyg att sy i och rekommenderas inte för nybörjaren. Charmeuse går lätt sönder - speciellt i vått tillstånd - så kemtvätt är att föredra.
Tyget var ofta rosafärgat och användes runt sekelskiftet 1900. Idag används det i nattlinnen, underkjolar och underklänningar, men även till aftonklänningar och aftonkjolar.